# Копья (приток Вурлама)
Копья — река в России. Её исток находится в Верхнекамском районе Кировской области, устье — в Гайнском районе Пермского края, в 41 км по правому берегу реки Вурлам. Длина реки составляет 18 км.
Исток реки в лесах на границе Кировской области и Пермского края в 11 км к юго-востоку от посёлка Тупрунка. Река течёт на северо-восток и восток по ненаселённому лесному массиву, примерно посредине течения перетекает в Пермский край. Впадает в Вурлам в 15 км к юго-западу от деревни Красный Яр (Иванчинское сельское поселение).

## Данные водного реестра
По данным государственного водного реестра России относится к Камскому бассейновому округу, водохозяйственный участок реки — Кама от истока до водомерного поста у села Бондюг, речной подбассейн реки — бассейны притоков Камы до впадения Белой. Речной бассейн реки — Кама.
По данным геоинформационной системы водохозяйственного районирования территории РФ, подготовленной Федеральным агентством водных ресурсов:
- Код водного объекта в государственном водном реестре — 10010100112111100002928
- Код по гидрологической изученности (ГИ) — 111100292
- Код бассейна — 10.01.01.001
- Номер тома по ГИ — 11
- Выпуск по ГИ — 1